# تصحیح متون

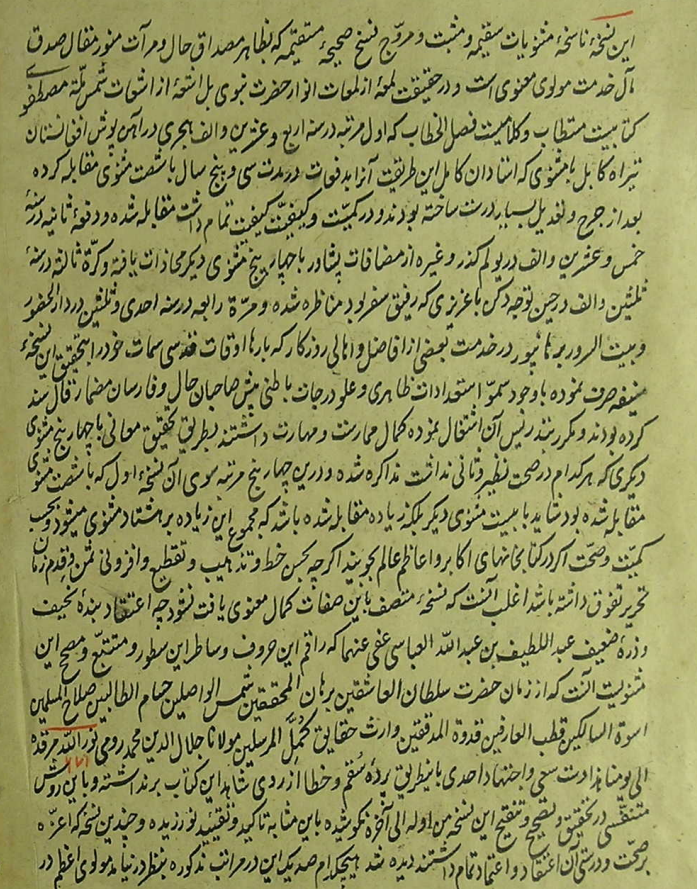
از نخستین نمونه‌های تصحیح انتقادی متن در ادبیات فارسی (نسخه ناسخه مثنوی بتصحیح عبداللطیف عباسی گجراتی در قرن یازدهم هجری قمری با ۸۰ نسخه خطی دیگر مقابله و تصحیح شده‌است)

‌تصحیح متن، نقد متن بازیابی روش مند علمی و قابل اثبات نزدیکترین شکل و هیئت از یک متن (معمولاً در قالب کتاب امّا نه محدود به آن) از بین رونویسی‌های انجام گرفته از نخستین سیاههٔ اثر است. این فرایند معمولاً کاری انفرادی توسط متخصصی به نام ‌مصحّح و محقّق متن است که با بهره‌گیری از دانش، تجربه و داده‌های درون متنی و پیرامونی (از قبیل سبک‌شناسی، دستور زبان تاریخی، تاریخ و جغرافیا و تراجم و علوم دیگر) متن را گزارش می‌کند. ‌تصحیح متن یکی از فنون کهن است و در تمدن‌های گوناگون از جمله در تمدن اسلامی سابقه‌ای طولانی دارد. کتاب‌های «تاریخ نسخه پردازی و تصحیح نسخه‌های خطی» از نجیب مایل هروی و «سنت تصحیح متن در ایران پس از اسلام» از مجتبی مجرد به سابقه تاریخی این فن پرداخته‌اند. در فرایند تصحیح متون، مصحِّح، متنی قدیمی را، براساس نسخه‌های خطی، آمادهٔ انتشار می‌کند. نباید تصحیح متن را با ویراستاری اشتباه گرفت. در ویراستاری، غلط‌های نگارشی یک متن (معمولاً معاصر) توسط ویراستار اصلاح می‌شود، اما در تصحیح متن، مصحِّح می‌کوشد متنی (معمولاً کهن) را نزدیک به بیان مولف، بازسازی کند.
تصحیح متن، اولین قدم در راه تحقیقات ادبی و تاریخی است. در واقع هر کتاب کهنی را که به صورت چاپ شده از کتابخانه یا کتابفروشی تهیه می‌کنیم، توسط مصحّحی تصحیح شده‌است. کتاب‌ها، دیوان‌های شعر قدیمی و… به صورت نسخه خطی در کتابخانه‌ها و موزه‌ها نگهداری می‌شوند و مصحِّح با تصحیح کتاب‌ها، آن‌ها را به چاپ می‌رساند.
در گذشته دسترسی به نسخه‌های خطی مانند امروز آسان نبود و طبعاً کسانی که آثار مکتوب را تصحیح می‌کردند تنها به چند نسخهٔ در دسترس خود اکتفا می‌کردند. با کمک فهرست‌نویسی نسخه‌ها، امروزه دسترسی به نسخه‌های خطی آسان است. از این نظر حتی برخی متون که پیش از این احیا و منتشر شده‌است، نیازمندِ تصحیح هستند.
در تصحیح متون به ویژه در شرایطی که بخش اعظمی از نسخه‌ها و مخطوطات شناسایی شدند یک مصحح نباید به یافتن چند نسخه بسنده کند بلکه باید برای تصحیح نسخه مناسب تمامی نسخه‌های شناسایی شده را احصاء کنند، سپس نسخه اصل نزدیک به خط مؤلف یا نسخه‌ای را که شاگردان از مؤلف جمع‌آوری کرده‌اند به دست بیاورند.

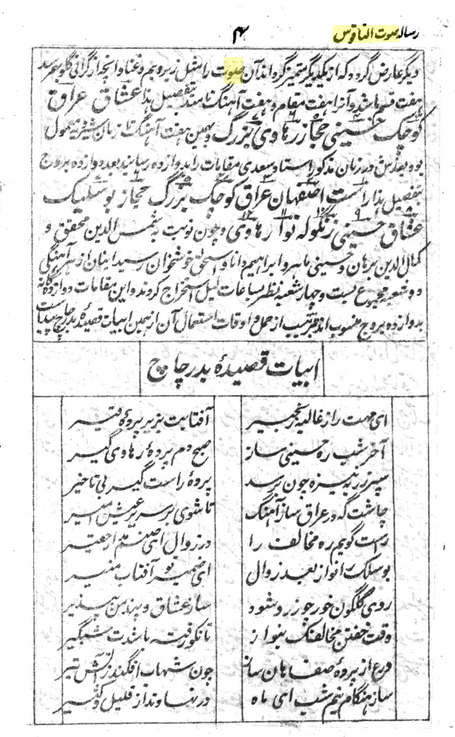
صفحه ای از رساله صوت الناقوس مربوط به 1878 میلادی که در شبه قاره هند به چاپ رسیده است.

اگر مصحح به یافتن نسخه‌های اصیل‌تر کنجکاوی نکند، کار وی از اعتبار چندانی برخوردار نخواهد بود. مصحح خوب در گام‌های بعدی باید بهترین نسخه ممکن برای تصحیح را انتخاب کند حالا می‌تواند بهترین نسخه یک نسخه باشد یا ده‌ها نسخه. یافتن اختلاف بین نسخه‌ها امر مهمی است که مصحح نباید آن را فراموش کند زیرا یافتن نسخه‌های مناسب می‌تواند مصحح را در تاثیرپذیری مؤلف از اندیشمندان دیگر کمک کند البته پیدا کردن منابع اختلافی بین کتاب مرجع مؤلف نیز از دیگر کارهای مهمی است که مصحح نباید به آن بی‌توجه باشد.
به دلیل دیر وارد شدن صنعت چاپ به کشورهای شرقی، اکثر کتاب‌های فارسی و عربی، تا دویست سال پیش به صورت خطی موجود بوده‌اند و حتی هنوز هم کتاب‌های چاپ نشدهٔ این زبان‌ها، به ده‌ها هزار عنوان می‌رسد. اما نباید پنداشت که تصحیح متون فقط به کشورهای شرقی محدود می‌شود. غربی‌ها نیز برای انتشار آثار کلاسیک ادبیات خود، ناچار به تصحیح متن هستند.
از مصحّحان مشهور ایرانی و افغانستانی در قرن گذشته می‌توان محمد قزوینی، مجتبی مینوی، غلامحسین یوسفی، و قرن حاضر می‌توان جلال خالقی مطلق، محمدرضا شفیعی کدکنی و نجیب مایل هروی را برشمرد .

## انواع روش‌های تصحیح
در تصحیح متون، روش‌های مختلفی نظیر تصحیح انتقادی، تصحیح قیاسی، تصحیح براساس نسخه اساس، تصحیح ذوقی، و تصحیح‌التقاطی را یاد کرد.
بتازگی طیب با تکیه بر مفهوم کانتکس، روشی اجتهادی را با عنوان تصحیح سیاقی بر موارد پیشین افزوده است.
در تصحیح انتقادی متون که علمی‌ترین روش تصحیح متون است، مصحِّح براساس کهن‌ترین نسخه، و با مقابلهٔ نسخ دیگر، صحیح‌ترین صورت واژگان را، به گونه‌ای که به بیان و گفتهٔ مؤلف نزدیک باشد برمی‌گزیند. این روش وقتی استفاده می‌شود که از یک متن، نسخه‌های خطی قابل اعتمادی در دست باشد.
تصحیح قیاسی معمولاً وقتی استفاده می‌شود که از یک متن، یک نسخه خطی بیشتر در دسترس نیست، در این هنگام مصحِّح متن را با استفاده از دانش خود در زبان، تصحیح می‌کند. در واقع اصطلاح «تصحیح قیاسی» به این معنی است که مصحِّح، متن خود را، با «زبان» مقایسه می‌کند و در صورتی که ضبط واژه ای را درست تشخیص داد، آن را ضبط می‌کند.

## اصطلاحات فن تصحیح متون
نسخه اساس
نسخه اساس، نسخه‌ای خطی از یک اثر است که اساس تصحیح قرار می‌گیرد. فرض کنید از یک کتاب با نام فرضی (الفبا) که تاکنون منتشر نشده‌است، ده نسخهٔ خطی داریم که یکی در قرن پنجم و دیگری در قرن ششم و سومی در قرن هفتم و باقی در قرون جدیدتر نوشته شده‌است. این نسخه‌ها توسط مصحِّح بررسی می‌شوند، و معمولاً قدیمی‌ترین و صحیح‌ترین آن، به عنوان «نسخه اساس» قرار می‌گیرد و سایر نسخه‌ها را «نسخه بدل» می‌نامند.
استنساخ
استنساخ به معنی نوشتن از روی یک نسخه است. پس از تعیین «نسخه اساس»، مصحِّح، از روی آن تایپ می‌کند.
مقابله
پس از استنساخِ «نسخه اساس»، متن آماده شده با «نسخه بدل‌ها» مقابله می‌شود. معمولاً موارد اختلاف بین «نسخه اساس» و «نسخه بدلها»، در پاورقی درج می‌شود.
تحقیق نصّ
این اصطلاح بتازگی در مباحث مربوط به شیوه‌های تصحیح مطرح شده و ناظر به جنبه باستان‌شناسی و تکنیکهای بازسازی متن با روشهای باستان شناسانه بوده و در کار محقَّق کردن نصوص در متونِ پس از آن در کار تصحیح است و در نسبت با نظریه ادبی بینامتنیت است.

## تصحیح متن در کشور ایران
در سال ۱۳۹۹ هجری شمسی، کمیسیون انجمن‌های علمی ایران در وزارت علوم تحقیقات و فناوری با پیشنهاد تعدادی از استادان، پژوهشگران و مصححان نسخه‌های خطی به پیشگامی دکتر زهیر طیب برای ایجاد انجمن علمی تحقیق و تصحیح نسخه‌های خطی ایران موافقت کرد. این انجمن فعالیتهای متنوعی در زمینه آموزش، پژوهش و نشر مخطوطات (کتابهای دستنویس) انجام می‌دهد که برخی از آنها عبارتند از: همایش علمی ملی سالانه تحقیق و تصحیح نسخه‌های خطی ایران نشر متون تصحیح شده در قالب انتشارات تراث اسلامی و آموزش و اطلاع‌رسانی در زمینه تحقیق و تصحیح نسخه‌های خطی در پایگاه رسمی این انجمن علمی.
بخش منابع آموزشی پایگاه اطلاع‌رسانی انجمن علمی تحقیق و تصحیح نسخه‌های خطی ایران، حاوی منابع آموزشی و پژوهشی بسیاری برای فراگیران و علاقمندان به این حوزه تخصصی است.
هم‌اکنون در ایران، مراکز و موسسه‌های مختلفی به تصحیح متون و انتشار متون تصحیح شده می‌پردازند که از جمله آن‌ها می‌توان به مرکز پژوهشی میراث مکتوب اشاره کرد.
کتاب «سنت تصحیح متن در ایران پس از اسلام» تاریخچهٔ تحلیلی مراحل تطور تصحیح متن در ایران دورهٔ اسلامی است. همچنین کتاب شیوه نامه تصحیح متون به شیوهٔ مرحله به مرحلهٔ تصحیح متون، نسخه‌شناسی، کتاب‌شناسی، فهرست‌شناسی، نحوه مدیریت کار گروهی، مثال‌های کاربردی، توصیه‌ها و آموزه‌ها، روش متن‌پردازی (تقویم نص)، رسم‌الخطّ عربی، رسم الخطّ فارسی قدیم و جدید می‌پردازد.

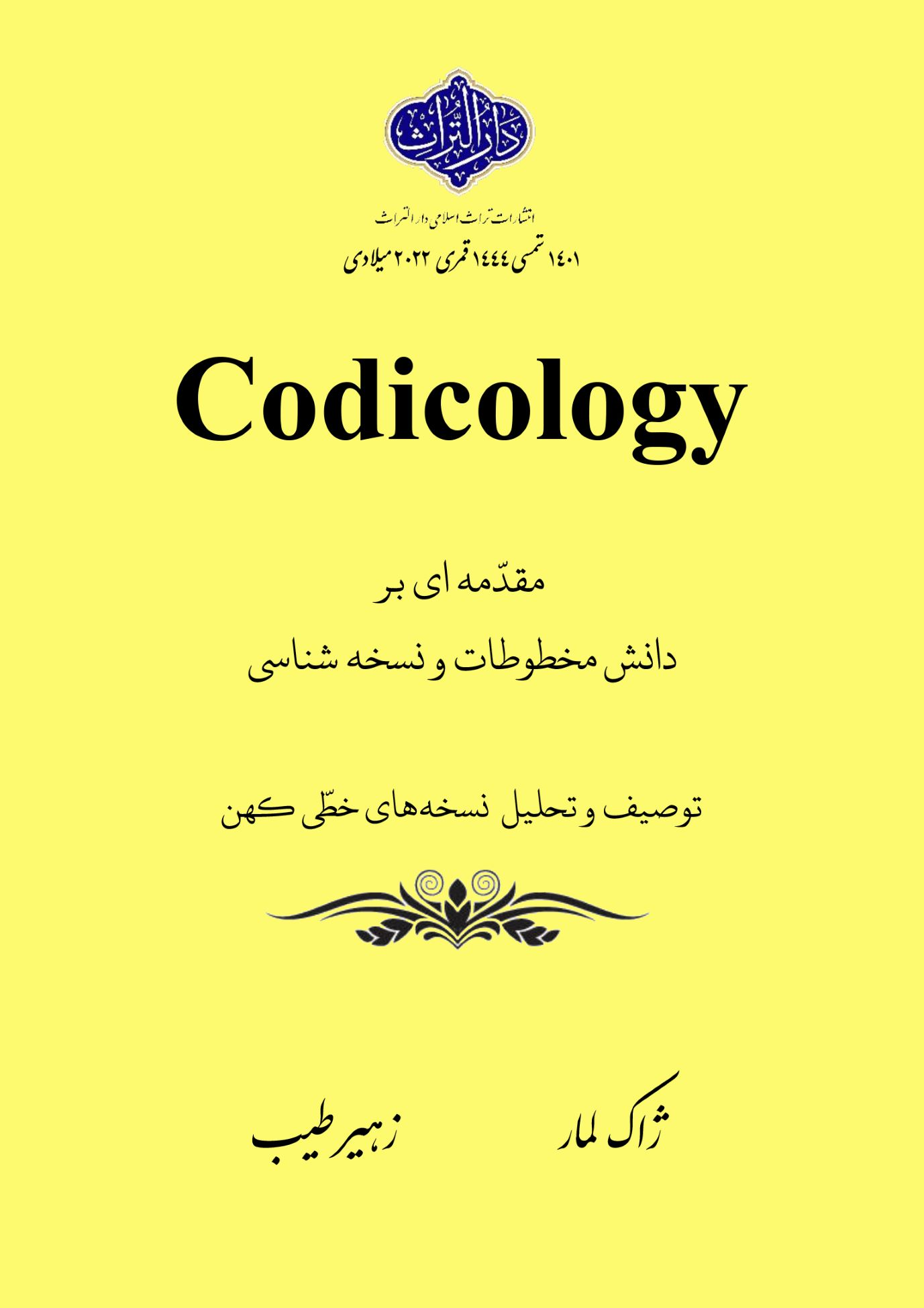
دانش مخطوطات (کودیکولوژی) که بسال 1400 از سوی انتشارات تراث اسلامی و انجمن علمی و گروه پژوهشی تحقیق و تصحیح نسخه های خطی ایران به کوش پروفسور ژاک لمار و دکتر زهیر طیّب به چاپ رسیده است.

### فرصتها و تهدیدهای تصحیح متن برای گویش‌ها و لهجه‌ها
با توجه به اینکه بعضی از کتب قدیمی ممکن است با یک گویش یا لهجه از فارسی نوشته شده باشد، ممکن است تصحیح آن از سوی مصححی ناآشنا به گویش مورد نظر، موجب از بین رفتن نشانه‌های گویش اصلی متن بشود؛ امّا کوشش راهبران پژوهش و استادان راهنما و مشاور تحقیقات مبتنی بر تصحیح متون آن است که بتمامی، گویش‌ها و لهجه‌های فارسی که ممکن است متن به آنها تکیه کرده باشد حفظ و بازشناسی شود. بدین سان از رهگذر تصحیح چنین متونی، گویش‌های مختلف فارسی هرچه بیشتر مورد بررسی قرار گرفته و خوانندگان و پژوهشگران بعدی این شکل از بیان را اشتباه و غلط فرض نکند و کلمات را از حالت اصلی خود به فارسی معیار تغییر ندهد.